# Grammomys dolichurus
Grammomys dolichurus är en däggdjursart som först beskrevs av Smuts 1832.  Grammomys dolichurus ingår i släktet Grammomys och familjen råttdjur. IUCN kategoriserar arten globalt som livskraftig. Inga underarter finns listade i Catalogue of Life.
Arten blir med svans 20,5 till 30 cm lång, svanslängden är 14 till 20 cm och vikten är 24,5 till 35,5 g. Pälsen på ovansidan kan ha olika nyanser av grå eller brun med mer eller mindre tydlig röd skugga och undersidan är täckt av vit päls. Även fötterna är vita eller något ljusbrun eller rödbrun.
Denna gnagare förekommer i Afrika från Sydsudan över Uganda, södra Kenya, Tanzania, Zambia, västra Moçambique och östra Zimbabwe till östra Sydafrika. Arten har även en population i Angola som ansluter till den förut nämnda populationen i Zambia. Grammomys dolichurus lever i olika slags skogar och buskskogar samt i odlade områden och trädgårdar.
Individerna är aktiva på natten och klättrar främst i växtligheten. De äter ung bark, frukter, frön och kvistar. Boet skapas av sammanvävda växtdelar och placeras i buskar cirka 0,5 till 2 meter över marken. Ibland använd trädens håligheter eller tomma bon från vävare (Ploceidae). Honor kan bli brunstiga under alla årstider. Efter cirka 24 dagar dräktighet föds upp till fyra ungar.